# Träff i helfigur (roman)
Träff i helfigur är en kriminalroman av Stieg Trenter utgiven 1948. Romanen filmatiserades för TV 1987 som Träff i helfigur.

## Handling
Harry Friberg, som håller på med en fotobok om Stockholms kulturliv, sammanförs genom en bekant med succéförfattaren Alf Iverson och tar, trots författarens humörsvängningar, en bildserie av denne. På kvällen blir Friberg uppringd i labbet av Iverson, som ber honom att komma ut till den fest som pågår ute i Södertörns villastad hos deras gemensamma förläggare, Jac Vincent. Friberg anländer lagom för att hitta Iverson skjuten – fastspänd som helfigur på den skjutbana som ligger i skogen bortom Vincents villa.
Innan en mördare grips av polisen kretsar den dramatiska handlingen kring ett antal kärleksförhållanden sammanvävda med de försvunna manusen till Iversons genombrottsroman Stella och den nya roman han arbetat med hela våren.
Historien berättas i jag-form av Harry Friberg.

## Persongalleri
- Harry Friberg, 31, fotograf, journalist och amatördeckare
- Vesper Johnson, kriminalintendent
- Enfält, kommissarie
- Clason, polischaufför
- Alf Iverson, 32, författare
- Monica Iverson, dansskoleägare och författarhustru
- Jenny Iverson, föreståndarinna för modebutik, syster till Alf
- Carl-Oscar Iverson, äldre bror till Alf, bokbindare boende på landet
- Robert Cleve, skald
- Jac Vincent, förläggare
- Anna Vincent, förläggarfru
- Birger Leffler, redaktionschef
- Barbro Hall, f.d. flickvän till Alf Iverson
- Karl-Erik Lindell, reklamchef på Förenade Cykelfabrikerna

## Miljöer
En stor del av handlingen äger rum i Södertörns villastad, där Stieg Trenter växte upp, och där förläggare Vincent har en villa med stor tomt vettande mot Magelungen. Den rostande gamla ångslup som spelar en viktig roll har troligen aldrig funnits i verkligheten, däremot har skjutbanan verklighetsbakgrund. Strandterrängen med bitvis oländiga alkärr erbjuder en miljö där man lätt kan tappa bort varann, eller tappa sina skor.
Förberedelser inför jubileumskortegen för att fira kung Gustaf V på hans 90-årsdag bildar bakgrund i de delar av handlingen som äger rum i Stockholms innerstad. En dramatisk polisjakt leder upp i Telefontornet vid Malmskillnadsgatan, ackompanjerad av folkmassornas brus då kungakortegen passerar på Arsenalsgatan. Den slutliga avgörande scenen utspelas på en balkong i Gamla stan, med utsikt bort mot Slottsbacken, just vid tiden för kortegens återkomst till utgångspunkten vid Slottet.